# Trương Thị Kim Tuyền
Trương Thị Kim Tuyền (sinh ngày 2 tháng 1 năm 1997) là một võ sĩ taekwondo Việt Nam quê Long Hồ, Vĩnh Long.

## Thơ ấu
Trương Thị Kim Tuyền sinh ra trong một gia đình có bốn chị em gái mà Kim Tuyền là út. Thuở nhỏ, việc mưu sinh của cả gia đình trông vào vườn chôm chôm và chuyện đồng áng của cha mẹ. Các chị của Tuyền đều phải trải qua khó nhọc, riêng Tuyền được tạo điều kiện và theo đuổi đam mê võ học.
Năm 13 tuổi, cha của cô quyết định cho Tuyền theo học võ chuyên nghiệp. Kim Tuyền chọn học taekwondo thay vì các môn võ đối kháng khác. Lý do đơn giản vì các võ sĩ taekwondo luôn thi đấu với đồ bảo hộ kín người, hạn chế tối đa các chấn thương trên sàn tập cũng như sàn đấu. Tài năng thiên phú giúp Kim Tuyền nổi trội giữa lớp học và nhanh chóng lọt vào mắt xanh của huấn luyện viên Trần Lê Thùy Trân.

## Sự nghiệp
Tài năng đến sớm, Kim Tuyền được triệu tập vào đội tuyển quốc gia khi chưa đầy 15 tuổi. Năm 2015, khi tròn 18 tuổi, Kim Tuyền đã đoạt huy chương vàng SEA Games 28.
Cô đã giành Huy chương bạc hạng vây tại Giải vô địch quyền taekwondo thế giới 2017, sau khi bị đánh bại bởi Sim Jae-young trong trận chung kết. Kim Tuyền cũng giành Huy chương đồng tại Giải vô địch quyền taekwondo châu Á 2016 và huy chương vàng tại Giải vô địch quyền taekwondo châu Á 2018.
Tại Giải vô địch quyền taekwondo châu Á năm 2021, đêm ngày 17 tháng 6 năm 2021, nữ võ sĩ Trương Thị Kim Tuyền (49kg) một lần nữa đã đánh bại đối thủ đến từ Uzbekistan để giành HCV lần thứ hai khu vực châu Á.
Tại Olympic Tokyo 2020, Trương Thị Kim Tuyền đã đánh bại võ sĩ Yvette Yong (CAN) ở vòng 1/8 với tỉ số 19-5. Tại vòng Tứ kết, Trương Thị Kim Tuyền đã gặp võ sĩ Panipak Wongpattanakit và để thua với kết quả 11 - 20. Chung cuộc, cô đạt hạng 7 trong tổng số 17 đại diện đến từ 17 quốc gia.